# Isopeptidbindung

N^{ε}-γ-L-Glutamy-L-lysin enthält eine Isopeptidbindung. Die Verknüpfung erfolgt bei der Glutaminsäure über die endständige Carboxygruppe und beim Lysin über die endständige Aminogruppe.

Als Isopeptidbindungen werden in der Biochemie die Sonderform einer Amidbindung zwischen zwei Aminosäuren bezeichnet, bei der zumindest eine der beteiligten funktionellen Gruppen nicht am α-C-Atom der Aminosäure sitzt [3].
Ein Beispiel dafür wäre eine Amidbindung zwischen der seitenständigen ε-Aminogruppe von L-Lysin und der seitenständigen Carboxygruppe von L-Asparaginsäure oder L-Glutaminsäure. Die Verknüpfung der Aminosäuren erfolgt also nicht (ausschließlich) über α-ständige Amino- und Carboxygruppen.  Isopeptidbindungen werden beispielsweise bei der kovalenten Verknüpfung von Fibrin im Rahmen der Blutgerinnung durch den Faktor XIII zwischen Lysin und  Glutamin geschlossen.

## α-Peptidbindungen und ω-Peptidbindungen sind Isopeptidbindungen

Glutathion (γ-L-Glutamyl-L-cysteinglycin) ist ein Tripeptid mit einer γ-Peptidbindung (= Beispiel für eine ω-Peptidbindung) und einer α-Peptidbindung. Glutathion enthält keine Isopeptidbindung, da bei der Ausbildung der γ-Peptidbindung die α-Aminogruppe des L-Cysteins beteiligt ist. An der α-Peptidbindung ist die α-Carboxygruppe des L-Cysteins und die α-Aminogruppe des Glycins beteiligt, dies ist eine übliche Peptidbindung also auch keine Isopeptidbindung.

Bei einer α-Aminosäure, die neben der α-Aminogruppe eine zweite Aminogruppe in ω-Position enthält,  z. B. L-Lysin, und einer weiteren α-Aminosäure die über die α-Carboxygruppe mit der endständigen Aminogruppe der ersten Aminosäure verknüpft ist, entsteht eine ω-Peptidbindung. Ebenso gibt es α-Aminosäuren, die neben der α-Carboxygruppe eine zweite Carboxygruppe enthalten,  z. B. L-Asparaginsäure und L-Glutaminsäure. Wenn in diesem Fall über die endständige zweite Carboxygruppe und die  α-Aminogruppe einer weiteren α-Aminosäure eine Amidbindung gebildet wird, so entsteht ebenfalls eine ω-Peptidbindung.
In der Natur kommen auch Mischformen vor, so enthält das Tripeptid Glutathion (γ-L-Glutamyl-L-cysteinglycin) je eine α-Peptidbindung und eine ω-Peptidbindung.
Auch ω-Peptidbindungen und α-Peptidbindungen zählen zu den Isopetidbindungen.